# 2008年東亞銀行擠提事件

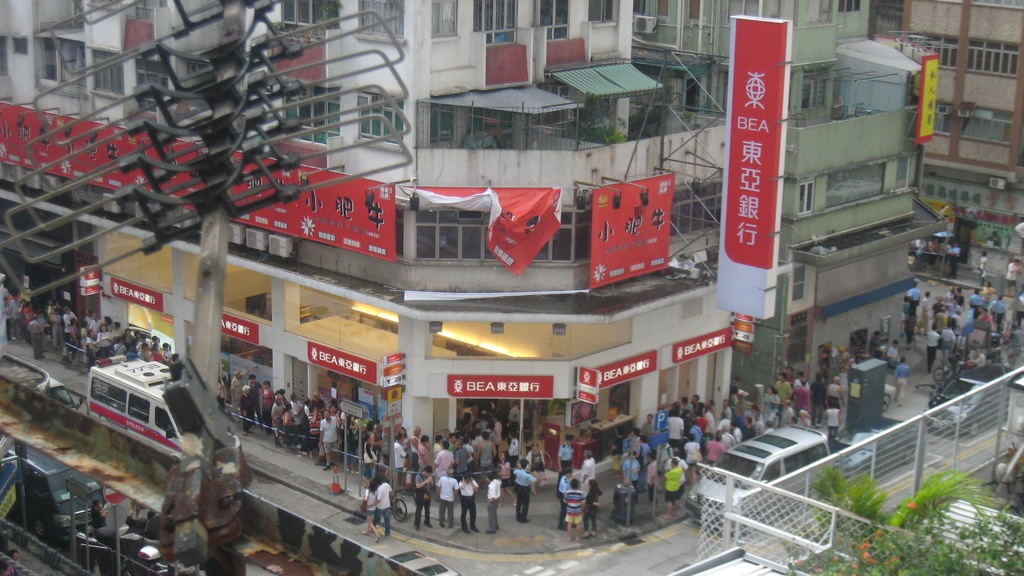
2008年9月24日，香港的東亞銀行其中一家分行出現擠提情況

東亞銀行擠提事件發生在2008年9月22日。當時，有人以手機短訊散播東亞銀行財政困難及被政府接管的虛假消息。9月24日，大批存戶蜂擁至東亞銀行分行排隊提款，在一時間東亞銀行少部分資金提走，最後需由銀行負責人、金融管理局、財政司司長曾俊華及特首曾蔭權澄清 ，事件才得到解決。
事實上，香港設有存款保障委員會，當年補償上限為10萬港元。即使銀行結業，市民可取回於10萬。其後，政府宣布動用香港外匯基金，提供百分百存款保障到2010年底。

## 事件經過
2008年9月22日有人開始製造虛假消息，以手機短訊訛傳東亞銀行因在雷曼債券及AIG中投資失利出現財政困難及被香港政府接管。
同日下午，東亞銀行副行政總裁澄清沒有財政出現困難，銀行財政建全，批評造謠者破壞香港金融體系穩定。雖然大批市民提款，但銀行表示不設提款上限。東亞銀行主席李國寶指造謠者有意針對東亞銀行，可能想借機炒賣股份有關。他表明會增持股份。財政司司長曾俊華警告，惡性散播謠言是刑事罪行。當時出任金融管理局總裁任志剛表示希望市民理智，因為香港有存款保障制度，市民不需擔心。
花旗引述東亞銀行管理層指出，三天擠提期間，共流失5%存款，即是150億現金。其後，部分存款流回，但仍有60億元的淨流出。

## 外部連結
- 2008年9月24日東亞銀行擠提事件－Youtube（页面存档备份，存于）
- 東亞銀行人龍@200809241545香港西環－Youtube（页面存档备份，存于）